# Loi 18 du beach soccer
La loi 18 du beach soccer fait partie des lois régissant le beach soccer, maintenues par l'International Football Association Board (IFAB). La loi 18 se rapporte aux procédures pour déterminer le vainqueur du match.

## Règlement actuel

### Procédures pour déterminer le vainqueur d’un match
La prolongation ainsi que les tirs au but sont des méthodes permettant de déterminer le vainqueur d’un match en cas d’égalité à l’issue du temps réglementaire.

#### Prolongation
La prolongation dure 3 minutes et se joue selon les dispositions des Lois 7 et 8.

#### Tirs au but
Conformément à la Loi 7, si le score est toujours de parité à l’issue de la prolongation, le vainqueur du match doit être déterminé par une séance de tirs au but exécutés depuis le point de réparation imaginaire.

### Exécution
C'est l’arbitre qui choisit le but contre lequel les tirs au but doivent être exécutés puis il procède à un tirage au sort au moyen d’une pièce de monnaie, et l’équipe dont le capitaine remporte le tirage au sort décide d’exécuter soit le premier, soit le second tir.
Si, à la fin du match, une équipe compte plus de joueurs, entre titulaires et remplaçants, que son adversaire, elle devra faire en sorte que les deux équipes aient le même nombre de tireurs et informer l’arbitre du nom et du numéro des joueurs qui ne participeront pas à la séance des tirs au but. Le capitaine de l’équipe est chargé de cette tâche. Avant de commencer l’épreuve des tirs au but, l’arbitre s’assure qu’un nombre égal de joueurs habilités à participer à l’épreuve se trouve dans la moitié de terrain opposée à celle où sont effectués les tirs.
Tous les joueurs et remplaçants mais aussi les gardiens de but soit autorisés à exécuter les tirs au but. Chaque tir est exécuté par un joueur différent, et tous les joueurs désignés doivent avoir exécuté un premier tir avant que l’un d’eux ne puisse tirer une deuxième fois.
Seuls les joueurs désignés et les arbitres sont autorisés à rester sur le terrain de jeu pendant l’épreuve des tirs au but. Pendant l’épreuve, tous les joueurs désignés doivent rester dans la moitié de terrain opposée avec le troisième arbitre, à l’exception du tireur ainsi que des deux gardiens de but. Tout joueur désigné peut à tout moment remplacer le gardien de but pendant l’épreuve des tirs au but.
L’arbitre situé sur la ligne de but à la gauche du but du côté opposé à celui du deuxième arbitre, doit veiller à ce que le gardien de but ne commette aucune infraction et s’assurer que le ballon a franchi ou non la ligne de but. Le deuxième arbitre, situé sur la gauche du tireur à hauteur du point de réparation imaginaire, doit veiller à ce que le gardien ne commette aucune infraction et veiller aussi au positionnement du gardien adverse, lequel doit être sur la ligne de réparation imaginaire, à l’opposé du deuxième arbitre et à au moins cinq mètres du ballon ; il veille enfin à ce que le gardien adverse n’ait aucun comportement antisportif puis donne l’ordre de tirer.
L’arbitre, le deuxième arbitre et le chronométreur consignent par écrit chaque tir au but effectué. La première équipe à marquer un but de plus que son adversaire pour un même nombre de tirs effectués sera déclarée vainqueur.